# Got the Life
Got the Life è un singolo del gruppo musicale statunitense Korn, pubblicato il 23 novembre 1998 come secondo estratto dal terzo album in studio Follow the Leader.
Oltre a sonorità vicine all'alternative metal e al nu metal, il brano include diversi elementi tipici della disco music.

## Successo
È considerato il primo singolo di successo che li ha portati nelle Top 20 delle classifiche Mainstream Rock Songs e Alternative Songs. Il video per questo singolo, diretto da McG ricevette un enorme successo, e venne messo in onda molto spesso, soprattutto nella trasmissione di MTV, Total Request Live dove rimase in terza posizione per 63 giorni sui 65 di messa in onda del video. Il singolo fu inoltre un successo anche negli altri paesi del mondo, specialmente in Australia, dove venne certificato disco d'oro per le oltre 35 000 copie vendute.
Il singolo si classificò inoltre quinto nella classifica delle 100 canzoni più popolari del 1998.

## Tracce
CD promozionale (Regno Unito, Stati Uniti)
1. Got the Life – 3:45

CD singolo (Australia – parte 1)
1. Got the Life – 3:48
2. I Can Remember – 3:37
3. Got the Life (Deejay Punk-Roc Remix) – 5:18
4. Got the Life (D.O.S.E.'s Woolyback Remix) – 5:28

CD singolo (Australia – parte 2)
1. Got the Life – 3:48
2. Children of the Korn (Clarkworld Remix) – 4:06
3. Got the Life (Josh Abraham Remix) – 4:01
4. Got the Life (Vorticist's Suite) – 5:17
5. Got the Life (I Got A Knife Remix) – 3:49

CD singolo (Austria, Svezia)
1. Got the Life – 3:45
2. I Can Remember – 3:36

CD singolo (Europa – parte 1, Regno Unito – parte 1)
1. Got the Life – 3:45
2. Got the Life (Deejay Punk-Roc Mix) – 5:16
3. Got the Life (D.O.S.E. Woollyback Remix) – 5:27
4. I Can Remember – 3:36 – assente nell'edizione britannica

CD singolo (Europa – parte 2)
1. Got the Life – 3:48
2. Got the Life (Vorticist's Suite) – 5:17
3. Got the Life (I Got a Knife) – 3:49
4. Children of the Korn (Clarkworld Remix) – 4:06

CD singolo (Regno Unito – parte 2)
1. Got the Life – 3:47
2. I Can Remember – 3:36
3. Good God (OOMPH! vs Such a Surge Mix) – 4:06

Download digitale
1. Got the Life (Vorticist's Suite) – 5:07
2. Got the Life (Josh Abraham Remix) – 4:02
3. Got the Life (I Got a Knife) – 3:50
4. Got the Life (Deejay Punk-Roc Mix) – 5:17
5. Got the Life (D.O.S.E. Woollyback Remix) – 5:29

## Formazione
- Jonathan Davis – voce, cornamusa
- Fieldy – basso
- Munky – chitarra
- Head – chitarra
- David – batteria

## Classifiche
| Classifica (1998)             | Posizione massima |
| ----------------------------- | ----------------- |
| Australia                     | 26                |
| Regno Unito                   | 23                |
| Stati Uniti (alternative)     | 17                |
| Stati Uniti (mainstream rock) | 15                |